# Dirty Dutch Music
Dirty Dutch Music est un label discographique de musique électronique fondé par le disc jockey Clyde Sergio Narain (Chuckie) en 2008.
Le label est le 15230e enregistré sur la plate-forme de téléchargement Beatport.
Chuckie, R3hab, Sidney Samson, Sunnery James & Ryan Marciano ou encore Lucky Charmes y ont déjà signé.